# Idanha-a-Nova
Idanha-a-Nova ist eine Kleinstadt (Vila) und ein Kreis (Concelho) im portugiesischen Distrikt Castelo Branco.

## Geografie
Idanha-a-Nova liegt 36 km östlich der Distrikthauptstadt Castelo Branco, im Hochland der früheren Provinz Beira Baixa mit seinen Ausläufern des iberischen Scheidegebirges.

## Geschichte
Nachdem Portugals erster König, D.Afonso Henriques, 1165 den Bischofssitz Idanha von den Mauren zurückerobert hatte, gab er Gualdim Pais das Gebiet unter der Bedingung, zum Schutze des Ortes zwei Burgdörfer zu errichten. Dieser erfüllte die Bedingung, indem er Monsanto auf einem nördlich gelegenen Hügel und eine weitere Burg auf einer Erhebung südlich des Ortes errichtete. Diese erhielt bei Gründung 1187 den Namen Idanha-a-Nova (dt.: Neues Idanha), während Idanha in Abgrenzung dazu fortan Idanha-a-Velha (dt.: Altes Idanha) hieß. Nachdem Idanha-a-Velha schon 1199 seinen Bischofssitz an Guarda verlor und in der Folge zunehmend an Bedeutung einbüßte, stieg die Einwohnerzahl von Idanha-a-Nova kontinuierlich an.
1209 erhob König D.Sancho I. den Ort zur Vila. König Manuel I. erneuerte die Stadtrechte 1510. Seit Mitte des 18. Jahrhunderts war Idanha-a-Nova ein eigenständiger Kreis (Concelho), dem 1935 der Kreis von Idanha-a-Velha angeschlossen wurde.

## Kultur und Sehenswürdigkeiten
Im nahen Idanha-a-Velha, eines der historischen Dörfer der Aldeias Históricas de Portugal, befinden sich eine Reihe geschützter Denkmäler, darunter eine römische Brücke, eine westgotische Kathedrale, und die Festungsmauern mit Turm. Auch das Bergdorf Monsanto, ebenfalls eine Aldeia Histórica, bietet eine Reihe Baudenkmäler, dazu einen weiten Blick über die Landschaft.
Im Naturschutzgebiet Parque Natural do Tejo Internacional (dt.: Internationaler Naturpark des Tejo), das teilweise im Gebiet des Kreises Idanha-a-Nova liegt, wird u. a. Vogelbeobachtung betrieben. Dort und an vielen anderen Punkten des Kreises gibt es verschiedene Wassersportmöglichkeiten, etwa für Rafting. Wandern, Jagdmöglichkeiten und Reiten sind weitere Freizeitangebote im Kreis.
Die Heilquellen und Thermalbäder des Kreises sind überregional bekannt, am bekanntesten sind dabei die von Monfortinho. Die Gegend ist auch für ihre Käse- und Brotspezialitäten bekannt. Verschiedene Kultur-, Volkstanz- und Volksmusikfestivals finden im Kreis statt.
Alle zwei Jahre im August wird hier das unter Techno- und Goa-Anhängern und Freunden moderner Kunstrichtungen beliebte, an einem reizvollen See zwischen dem alten und neuen Idanha stattfindende Boom Festival ausgerichtet.
Halbjährlich gibt der Kreis Idanha-a-Nova unter dem Namen Adufe, nach dem traditionellen regionalen Instrument Adufe benannt, eine Kulturbroschüre mit Terminen und Artikeln heraus.

## Verwaltung

### Kreis
Idanha-a-Nova ist Sitz eines gleichnamigen Kreises (Concelho) im Distrikt Castelo Branco. Am 19. April 2021 hatte der Kreis 8355 Einwohner. Der Kreis Idanha-a-Nova ist mit einer Fläche von insgesamt 1.416,3 km² der zweitgrößte Kreis des Landes.
Im Osten grenzt der Kreis an Spanien, die portugiesischen Nachbarkreise sind (im Uhrzeigersinn im Norden beginnend): Penamacor, Castelo Branco sowie Fundão.
Mit der Gebietsreform im September 2013 wurden mehrere Gemeinden zu neuen Gemeinden zusammengefasst, sodass sich die Zahl der Gemeinden von zuvor 17 auf 13 verringerte.
Die folgenden Gemeinden (Freguesias) liegen im Kreis Idanha-a-Nova:

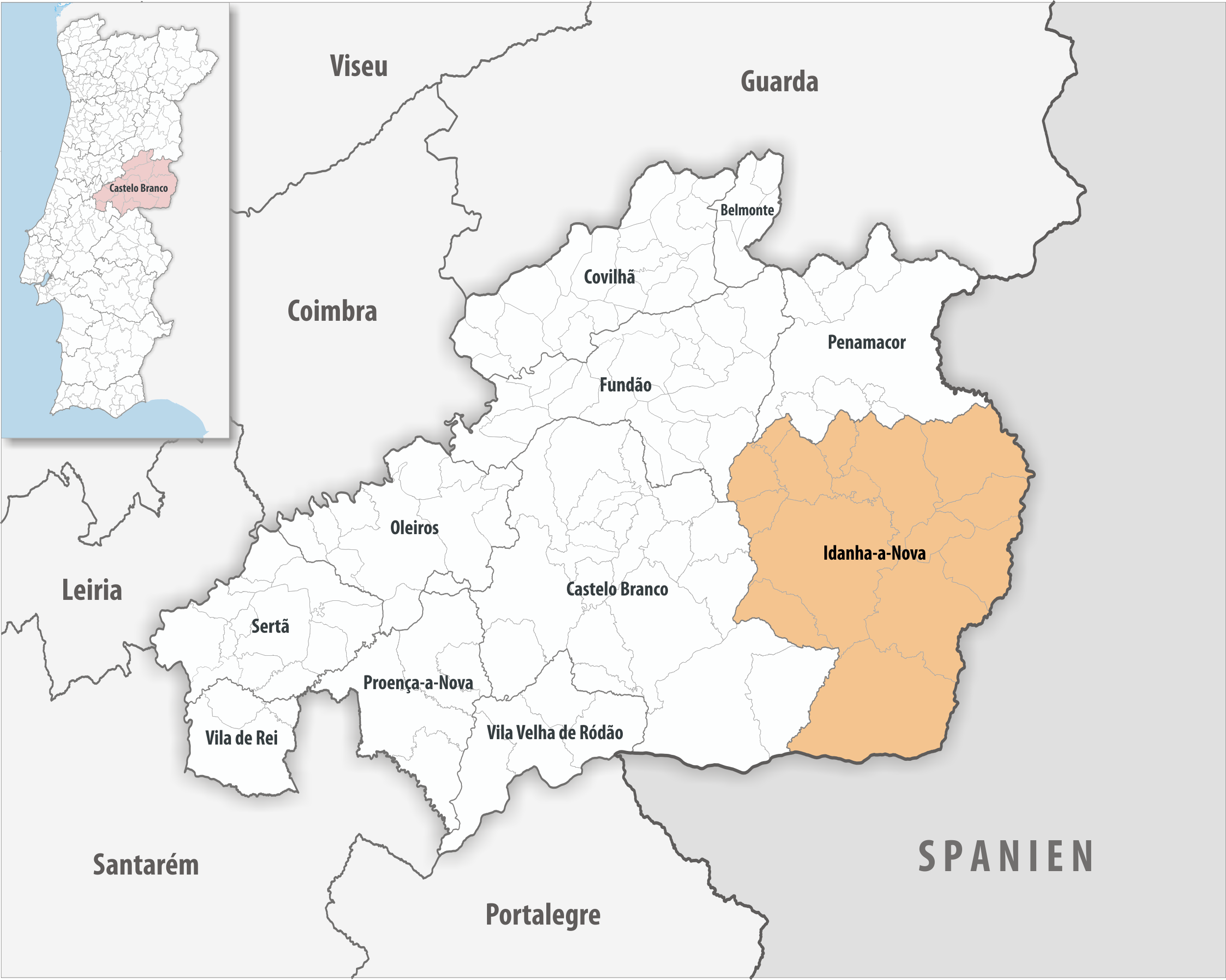
Kreis Idanha-a-Nova

| Gemeinde                                          | Einwohner (2021) | Fläche km² | Dichte Einw./km² | LAU- Code |
| ------------------------------------------------- | ---------------- | ---------- | ---------------- | --------- |
| Aldeia de Santa Margarida                         | 201              | 13,62      | 15               | 050502    |
| Idanha-a-Nova e Alcafozes                         | 2.388            | 284,78     | 8                | 050518    |
| Ladoeiro                                          | 1.053            | 63,28      | 17               | 050505    |
| Medelim                                           | 230              | 30,47      | 8                | 050506    |
| Monfortinho e Salvaterra do Extremo               | 508              | 135,39     | 4                | 050519    |
| União das Freguesias de Monsanto e Idanha-a-Velha | 766              | 152,73     | 5                | 050520    |
| Oledo                                             | 284              | 27,67      | 10               | 050509    |
| Penha Garcia                                      | 551              | 128,42     | 4                | 050510    |
| Proença-a-Velha                                   | 190              | 58,00      | 3                | 050511    |
| Rosmaninhal                                       | 437              | 266,59     | 2                | 050512    |
| São Miguel de Acha                                | 514              | 41,26      | 12               | 050514    |
| Toulões                                           | 226              | 36,73      | 6                | 050516    |
| Zebreira e Segura                                 | 1.007            | 177,39     | 6                | 050521    |
| Kreis Idanha-a-Nova                               | 8.355            | 1.416,33   | 6                | 0505      |

### Bevölkerungsentwicklung
| Einwohnerzahl im Kreis Idanha-a-Nova (1801–2011) | Einwohnerzahl im Kreis Idanha-a-Nova (1801–2011) | Einwohnerzahl im Kreis Idanha-a-Nova (1801–2011) | Einwohnerzahl im Kreis Idanha-a-Nova (1801–2011) | Einwohnerzahl im Kreis Idanha-a-Nova (1801–2011) | Einwohnerzahl im Kreis Idanha-a-Nova (1801–2011) | Einwohnerzahl im Kreis Idanha-a-Nova (1801–2011) | Einwohnerzahl im Kreis Idanha-a-Nova (1801–2011) | Einwohnerzahl im Kreis Idanha-a-Nova (1801–2011) | Einwohnerzahl im Kreis Idanha-a-Nova (1801–2011) |
| ------------------------------------------------ | ------------------------------------------------ | ------------------------------------------------ | ------------------------------------------------ | ------------------------------------------------ | ------------------------------------------------ | ------------------------------------------------ | ------------------------------------------------ | ------------------------------------------------ | ------------------------------------------------ |
| 1801                                             | 1849                                             | 1900                                             | 1930                                             | 1960                                             | 1981                                             | 1991                                             | 2001                                             | 2011                                             |                                                  |
| 3543                                             | 9844                                             | 23.002                                           | 27.998                                           | 30.418                                           | 16.101                                           | 13.630                                           | 11.659                                           | 9597                                             |                                                  |

### Kommunaler Feiertag
- Dritter Montag nach Ostersonntag

### Städtepartnerschaften
- Spanien: Petrés, Provinz Valencia
- Frankreich: Vert-le-Grand, Département Essonne
- Portugal: Horta, Azoren
- Portugal: Condeixa-a-Nova, Distrikt Coimbra

## Wirtschaft
Der Kreis Idanha-a-Nova liegt im traditionell strukturschwachen Grenzgebiet zu Spanien. Landwirtschaft ist hier ein wichtiger Faktor, insbesondere der Anbau von Weizen, Tomaten, Tabak, Oliven, und Obst. Der Fremdenverkehr hat ebenfalls Bedeutung, etwa im Thermalbad Monfortinho, in den historischen Dörfern (Aldeias Históricas) von Idanha-a-Velha und Monsanto, im Turismo rural überall im Kreis, oder auf dem Campingplatz am Stausee der Talsperre Idanha oberhalb der Kreisstadt.
Im Gewerbegebiet von Idanha-a-Nova sind Logistikunternehmen und produzierendes Gewerbe angesiedelt.
Die Verwaltungshochschule Escola Superior de Gestão von Idanha-a-Nova hat überregionale Bedeutung.

## Verkehr
Idanha-a-Nova liegt an der IC31, etwa 30 km von den Anschlussstellen Lardosa und Alcains der Autobahn A23 entfernt. Dies sind auch die nächsten Haltepunkte der Eisenbahnstrecke Linha da Beira Baixa, neben der Distrikthauptstadt Castelo Branco.
Idanha-a-Nova ist in das landesweite Busnetz der Rede Expressos eingebunden.
Der Flugplatz Monfortinho wird ausschließlich von Sport- und Privatflugzeugen genutzt und ist gelegentlich Zwischenstation für Sportflug-Wettbewerbe.

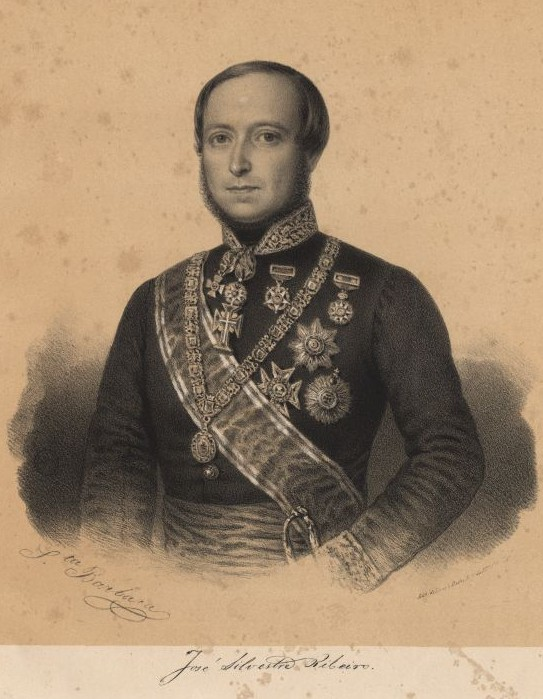
José Silvestre Ribeiro

## Söhne und Töchter der Stadt
- José Silvestre Ribeiro (1807–1891), Historiker, Militär und liberaler Politiker
- Teófilo Duarte (1898–1958), Militär und Politiker, einer der Leiter der Legião Portuguesa, und Kolonialminister des Estado-Novo-Regimes
- Raul de Carvalho (1901–1984), Schauspieler
- Manuel de Paiva Boléo (1904–1992), Linguist, Philologe und Hochschullehrer
- Catarina Chitas (1913–2003), Schäferin und volkstümliche Sängerin, vom Ethnologen Michel Giacometti veröffentlichte Aufnahmen
- Manuel d’Almeida Trindade (1918–2008), Bischof von Aveiro
- Luís Filipe de Castro Mendes (* 1950), Diplomat und Lyriker, seit 2016 Kulturminister